# Stockholm
Stockholm  [ˈstɔkːˈɔlm, ˈstɔkˈhɔlm] (latinsky Holmia) je hlavní město Švédska a nejlidnatější region této země. Žije zde přibližně 985 tisíc obyvatel, přibližně 1,4 milionu ve větší městské oblasti a 2,2 milionu v metropolitní oblasti. Město se rozkládá na 14 ostrovech na pobřeží jihovýchodního Švédska u ústí jezera Mälaren. Tato oblast byla osídlena již v době kamenné, tedy 6 000 př. n. l. a samotné město bylo oficiálně založeno roku 1252 pod názvem Birger Jarl.
Stockholm je kulturní, mediální, politické i ekonomické centrum Švédska. Region sám o sobě tvoří více než třetinu HDP (hrubý domácí produkt) Švédska. Patří mezi 10 nejlepších regionů v Evropě podle HDP na obyvatele. Je to globálně důležité město a hlavní středisko pro korporační ředitelství v severském regionu. Ve Stockholmu se nachází některé evropsky významné univerzity, například Institut Karolinska. Každoročně hostí udělování Nobelovy ceny. Nejcennější[zdroj?] městské muzeum, Vasa Museum, je nejnavštěvovanější neumělecké muzeum ve Skandinávii. Stockholmské metro se veřejnosti otevřelo v roce 1950 a je dobře známé výzdobou jednotlivých stanic; ty byly nazývány jako nejdelší umělecké galerie na světě. Švédská národní fotbalová aréna se nachází severně od centra města, v blízké Solně. Město bylo hostitel olympijských her v roce 1912 a hostil i jezdeckou část na letních olympijských hrách roku 1956, ty se jinak konaly v Melbourne v Austrálii.
Stockholm je sídlo vlády Švédska a většiny vládních agentur včetně nejvyšších soudů. Vláda má sídlo v budově Rosenbad. Švédský Riksdag (Říšský sněm, parlament) má vlastní reprezentativní budovu. Stockholmský palác je oficiálním sídlem švédského panovníka – v současnosti krále Karla XVI. Gustava).

## Historie města

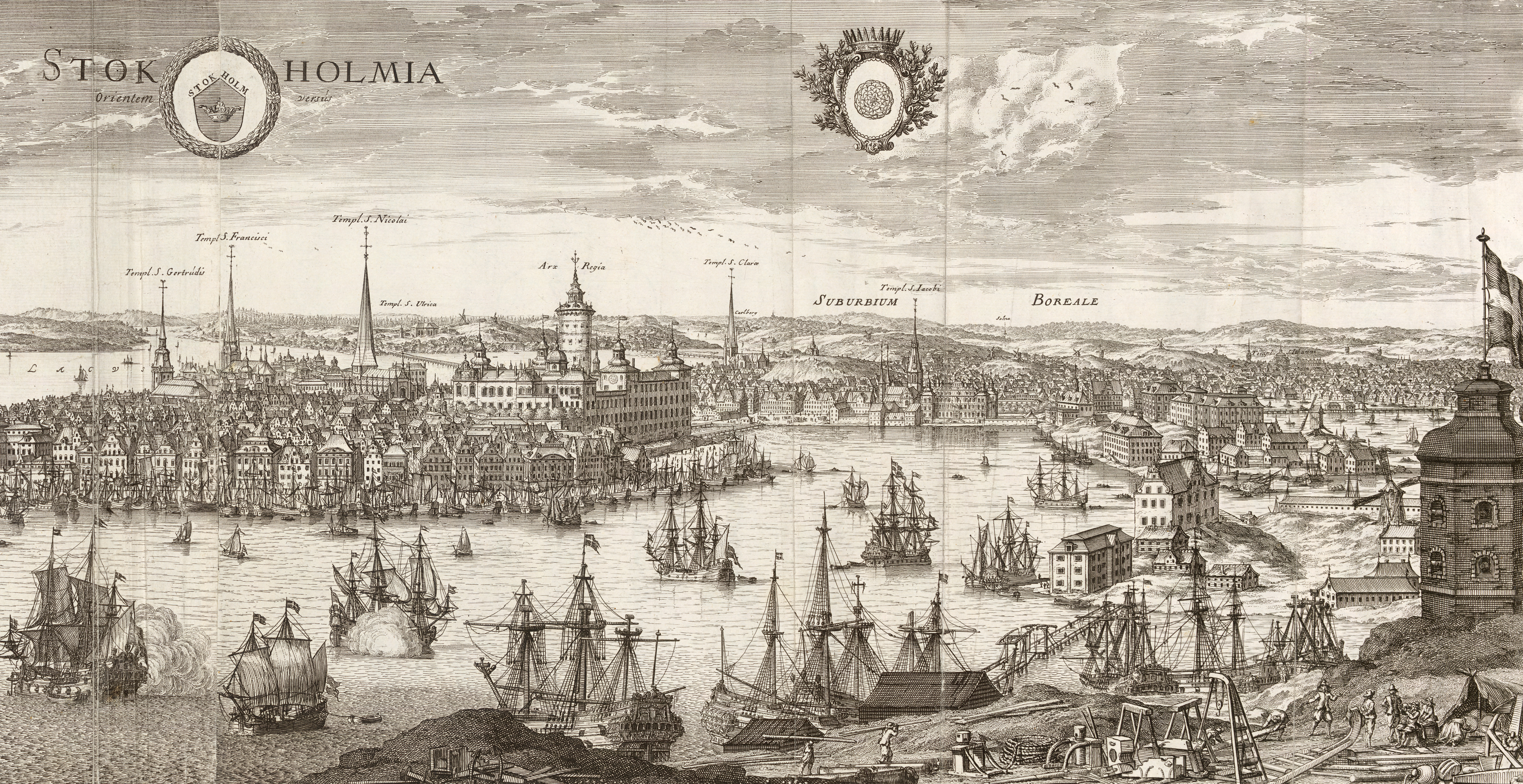
Detail rytiny Stockholmu od Erika Dahlberga a Willema Swiddena z roku 1693

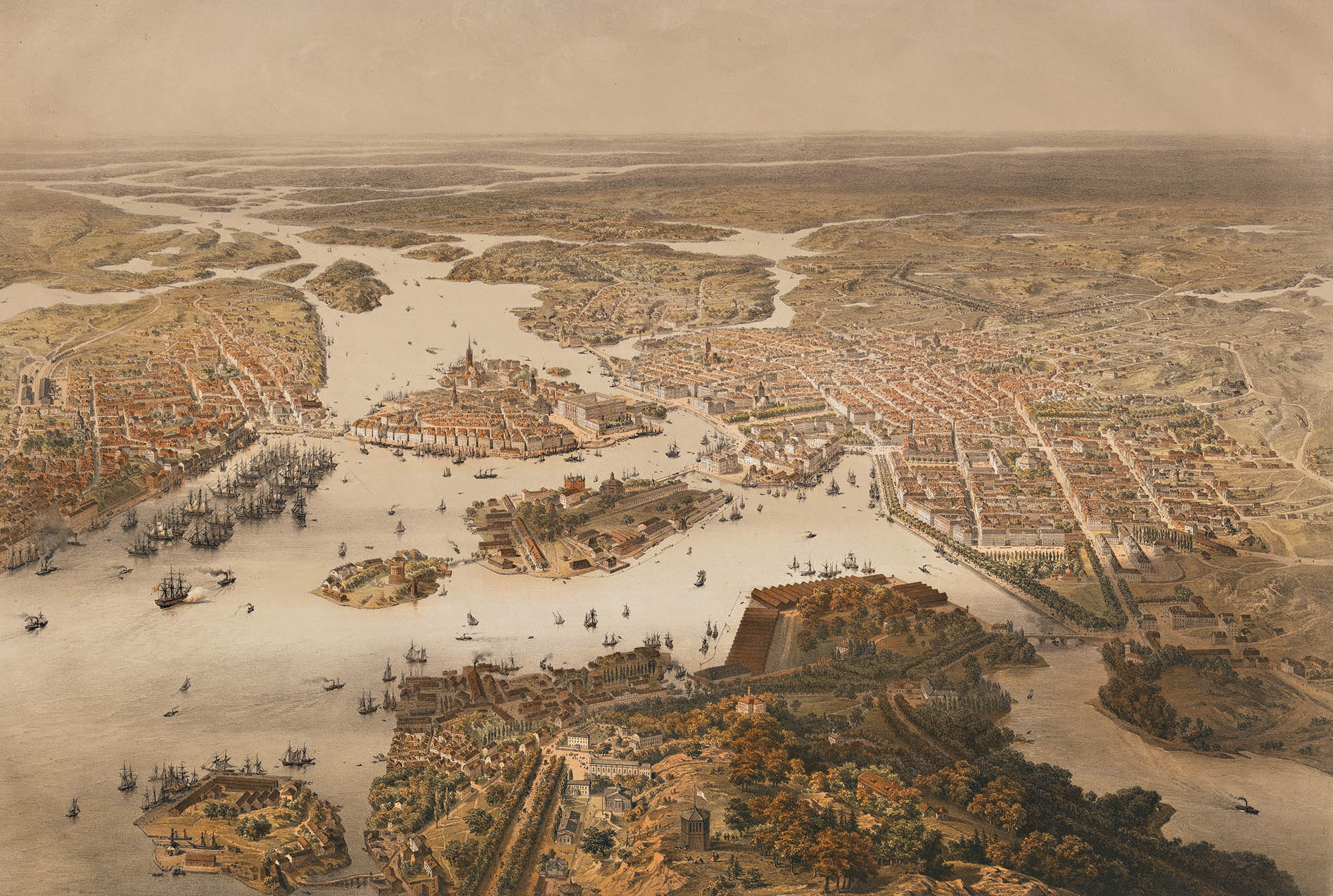
Panorama Stockholmu z horkovzdušného balónu v roce 1868

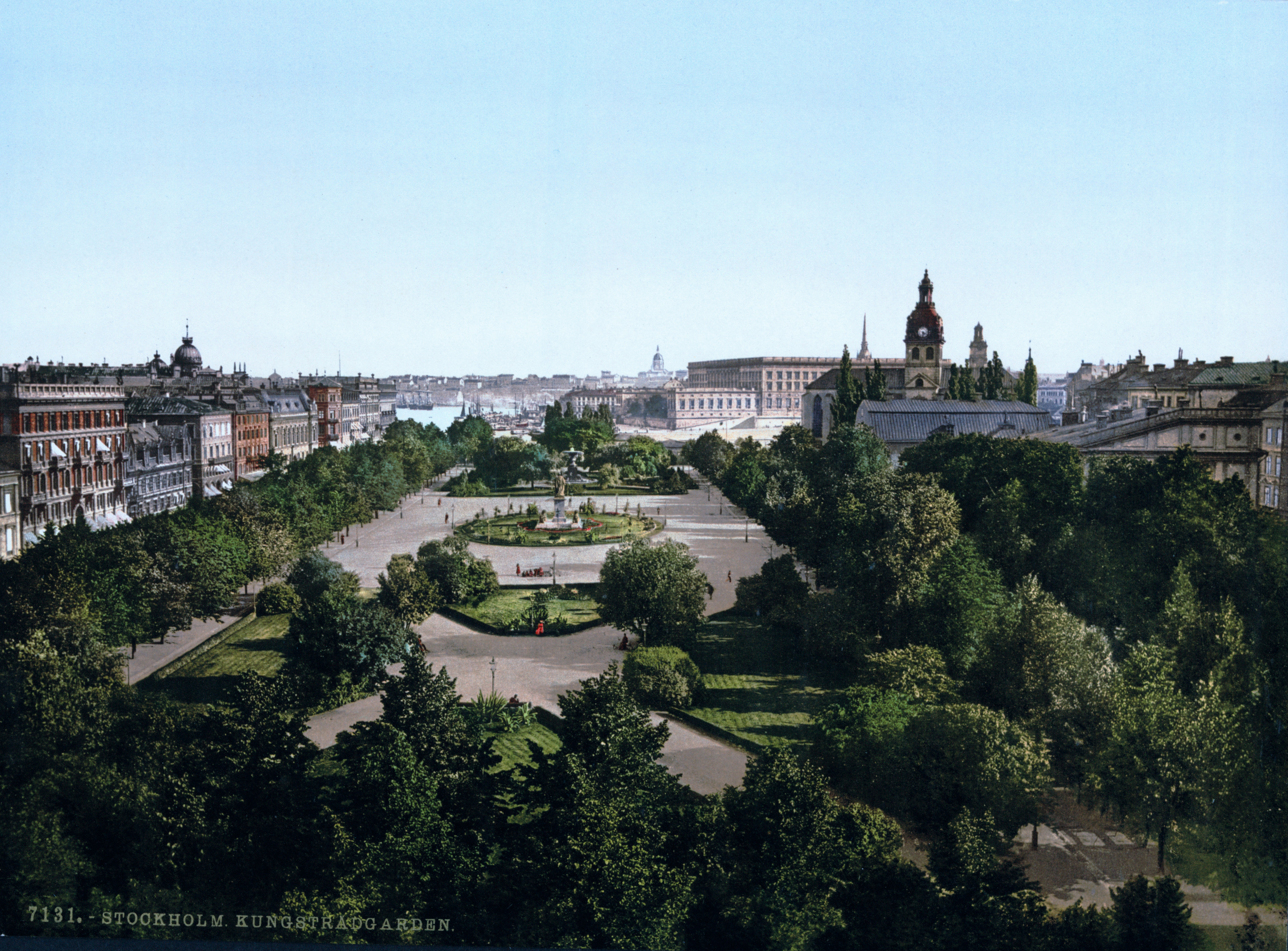
Stockholmská Kungsträdgården mezi lety 1890-1900

Po době ledové, kolem roku 8000 př. n. l. probíhaly v okolí Stockholmu rozsáhlé migrace, ale jak teploty klesaly, přesouvala se zvířata více na jih, kde již bylo snesitelnější podnebí. Když se země stala úrodná a kompletně oproštěná od permafrostu, život se vrátil i sem. Na křižovatce mezi Baltským mořem a jezerem Mälaren, tam, kde bychom dnes našli Staré město, je souostroví, které bylo obýváno vikingy asi 1000 př. n. l. Vikingové měli pozitivní dopad na obchod na území dnešního Švédska, protože vytvořili mnoho obchodních cest.
K tehdejšímu Stockholmu se vztahují i jména ze skandinávských ság, jako Agnafit nebo Heimskringla v souvislosti s legendárním králem jménem Agne Skjalfarbonde. Nejstarší písemná zmínka o názvu Stockholm je z roku 1252, kdy zde hodně kvetl obchod se železem. První část názvu (stock) znamená ve švédštině něco jako protokol, ačkoli to může mít také spojení se starým německým slovem (Stock), to v překladu znamená opevnění. Druhá část názvu (Holm) znamená ostrůvek a asi odkazuje na ostrůvek Helgeandsholmen v centru Stockholmu. O městu se říká, že jej založil jarl Birger, který chránil Švédsko před invazí cizích námořníků a zastavil drancování města Sigtuna.
Jádro nynějšího Starého Města (Gamla stan) bylo postaven na centrálním ostrově vedle Helgeandsholmen v polovině 13. století. Město původně vzniklo k obchodním účelům. Stockholm vyvinul silné ekonomické a kulturní vazby s městy Lübeck, Hamburk, Gdaňsk, Visby, Reval a Riga. V letech 1296 až 1478 byla městská rada Stockholmu tvořena z 24 členů, z nichž polovina byla vybrána německy mluvícími obyvateli města.
Strategický a hospodářský význam udělal ze Stockholmu důležitý faktor ve vztazích mezi dánskými králi z Kalmarské unie a národním hnutím za nezávislost, které se odehrávalo v 15. století. Dánský král Christian II vstoupil do města v roce 1520. Toho roku, 8. listopadu, se strhl krvavý masakr opozice. To vedlo k dalšímu povstání, které nakonec vedlo k rozpadu Kalmarské unie. S nástupem Gustava Vasy na královský trůn v roce 1523 počet obyvatel města začal růst.
V 17. století se Švédsko výrazně rozrostlo, jak hospodářsky tak politicky, což se odráželo i na vývoji Stockholmu. Mezi lety 1610–1680 počet obyvatel narostl tak, že byl 6x vyšší než před rokem 1610. V roce 1634 se Stockholm oficiálně stal hlavním městem Švédské říše. Byla vytvořena pravidla obchodování, která udělovala Stockholmu určité pravomoci v mezinárodním měřítku.
V roce 1710 zabil mor přes 20 tisíc (36 %) obyvatel Stockholmu. Po skončení velké severní války se populační růst zastavil a hospodářský růst zpomalil. Město bylo v šoku poté, co ztratilo své místo jako hlavní město velmoci. Nicméně Stockholm udržoval dál svoji roli politického centra Švédska a vyvíjelo se pod vládou Gustava III.
Ve druhé polovině 19. století, Stockholm získal vedoucí ekonomickou roli ze Švédsku. Populace také během této doby dramaticky rostla, hlavně kvůli imigrantům. Na konci 19. století bylo méně než 40 procent obyvatel Stockholmu skutečně narozeno ve Stockholmu. V této době vzniklo i mnoho vědeckých ústavů, mezi nimi i Institut Karolinska. Stockholm se stal moderním, technologicky vyspělým a etnicky různorodým městem ve druhé polovině 20. století. Mnoho historických budov bylo v modernistické éře strženo (včetně podstatných částí historické čtvrti Klara) a nahrazeno moderními prvky. Přesto se nemálo historických budov zachovalo i ve Starém městě.
V letech 1965 a 1974 se město rozšiřovalo velmi rychle, byly postaveny nové předměstské čtvrti, jako jsou Rinkeby a Tensta. Mnoho z těchto oblastí bylo kritizováno za to, že jsou nudné, šedé, všechny z betonových desek. Mezi nejčastější stížnosti patří ty na vysokou kriminalitu a rasismus. Dne 7. dubna 2017 spáchal přistěhovalec z Uzbekistánu teroristický útok ve Stockholmu.

## Geografie

Pohled na město z věže radnice

Stockholm se nachází na jihu východního pobřeží Švédska blízko sladkovodního jezera Mälaren, to je třetí největší jezero ve Švédsku, které proudí do Baltského moře. Centrální části města tvoří čtrnáct ostrovů. Geografické centrum města se nachází na vodě, v Riddarfjärdenské zátoce. Více než 30 % území města se skládá z vodních cest a dalších 30 % se skládá z parků a zelených ploch. Klima je velmi podobné tomu z východní části Spojených států. Průměrná roční teplota je 10 °C, v únoru se teplota pohybuje okolo -3,0 °C, v létě se tyto hodnoty pohybují mezi 20 až 25 °C. Nejvyšší naměřená teplota ve Stockholmu bylo 36 °C a naměřili byste ji dne 3. července 1811. Nejnižší naměřená teplota, -32 °C, padla 20. ledna 1814. Průměrně zde za rok naprší 539 mm vody. Stockholm je jedno z nejslunnějších měst v Evropě, průměrně se slunečního svitu do města dostane více, než jak je tomu v Paříži nebo Londýně.
| Měsíc                                    | Leden | Únor | Březen | Duben | Květen | Červen | Červenec | Srpen | Září | Říjen | Listopad | Prosinec |
| ---------------------------------------- | ----- | ---- | ------ | ----- | ------ | ------ | -------- | ----- | ---- | ----- | -------- | -------- |
| Rekordně vysoká, °C                      | 11,0  | 12,2 | 17,8   | 26,1  | 29,0   | 32,2   | 36,0     | 35,4  | 27,9 | 20,2  | 14,0     | 12,2     |
| Poměrně vysoká, °C                       | 0,4   | 0,6  | 4,5    | 11,3  | 16,8   | 20,8   | 23,9     | 22,1  | 16,9 | 10,0  | 5,6      | 2,1      |
| Denní průměr, °C                         | -1,5  | -1,4 | 1,5    | 7,0   | 12,1   | 16,2   | 19,6     | 18,3  | 13,6 | 7,6   | 3,8      | 0,2      |
| Poměrně nízká, °C                        | -3,4  | -3,5 | -1,4   | 2,8   | 7,4    | 11,5   | 15,2     | 14,4  | 10,2 | 5,2   | 1,9      | -1,5     |
| Rekordně nízká, °C                       | -32   | -30  | -25,5  | -22,0 | -6,5   | 0,0    | 4,3      | 2,0   | -3,5 | -9,0  | -18      | -22,5    |
| Průměrné srážky, mm                      | 39    | 27   | 26     | 30    | 30     | 45     | 72       | 66    | 55   | 50    | 53       | 46       |
| Průměrné srážky (≥ 1,0 mm) dnů           | 10    | 7    | 7      | 7     | 7      | 7      | 10       | 10    | 10   | 9     | 11       | 10       |
| Průměrně hodin slunečního svitu v měsíci | 40    | 66   | 170    | 235   | 270    | 278    | 276      | 227   | 182  | 100   | 47       | 35       |

## Ekonomika

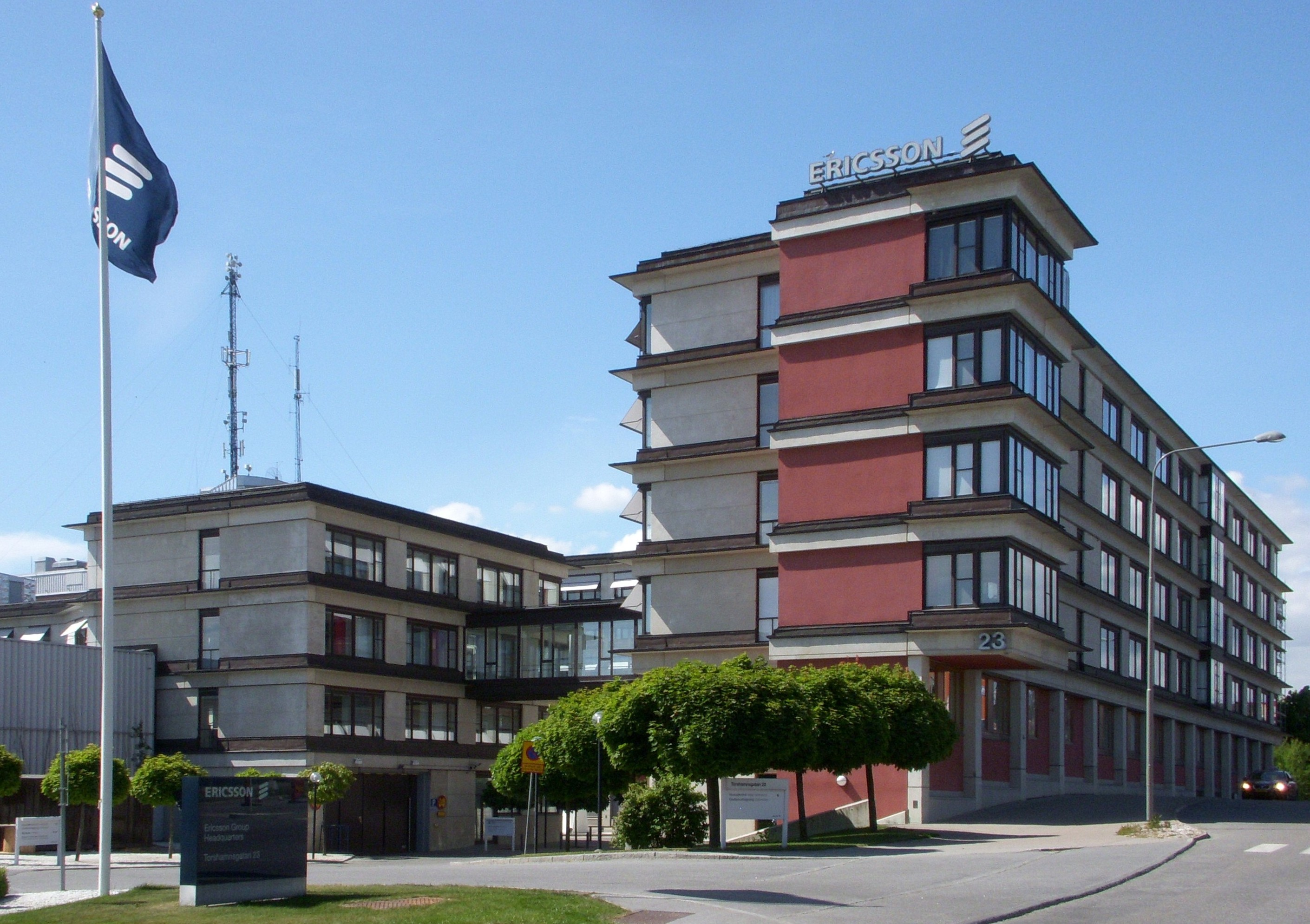
Sídlo společnosti Ericsson

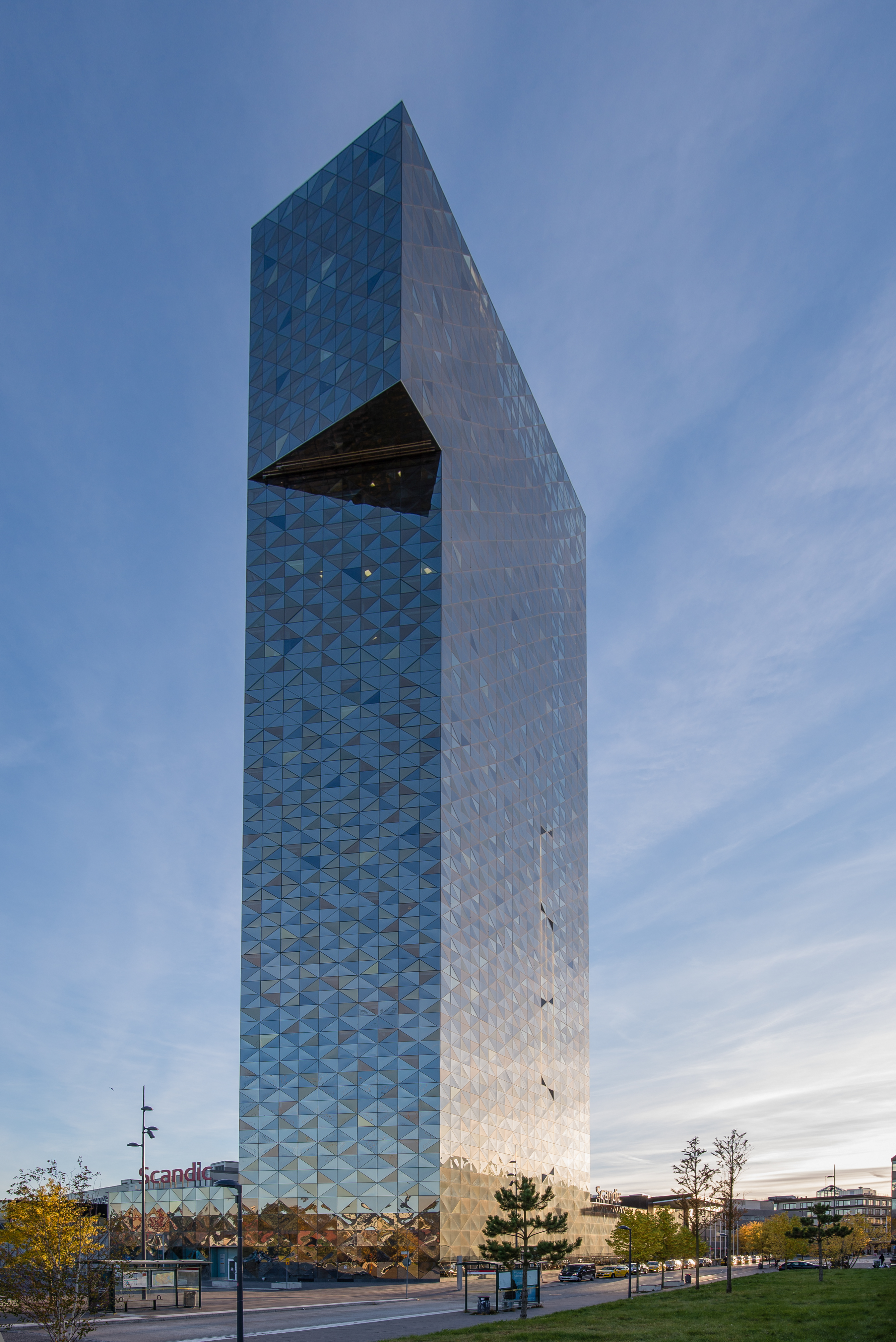
Nejvyšší mrakodrap ve Stockholmu a druhý nejvyšší ve Skandinávii

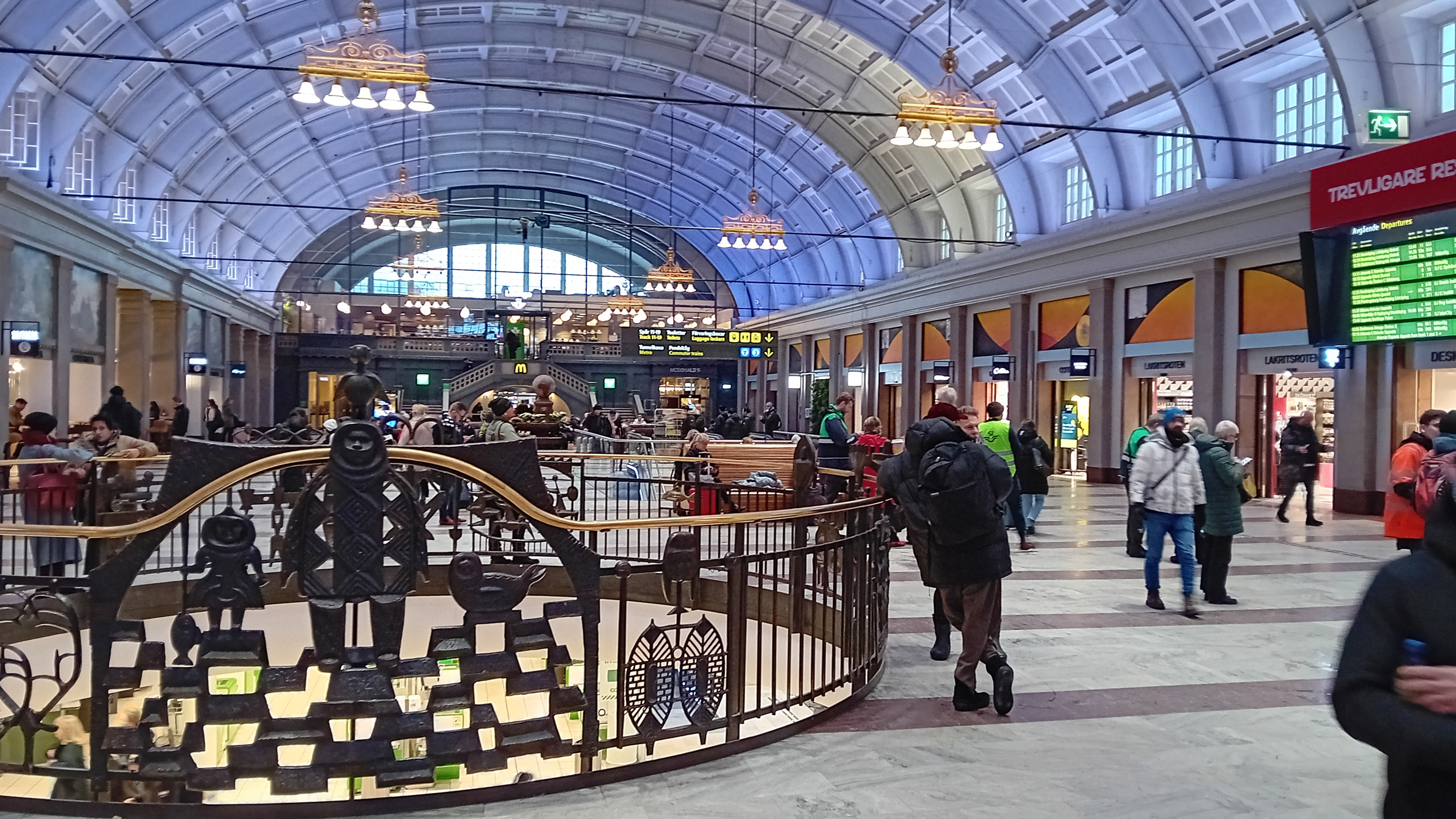
Železniční stanice

Drtivá většina obyvatel Stockholmu pracuje v sektoru služeb, což představuje zhruba 85 procent pracovních míst ve Stockholmu. Je zde téměř úplná absence těžkého průmyslu, což dělá ze Stockholmu jednu z nejčistších světových metropolí. Mnoho pracovních míst se soustředí i na technologie hi-tech. Mezi největší zaměstnavatele města patří IBM, Ericsson a Electrolux.
Stockholm je finančním centrem Švédska. Hlavní švédské banky, jako je Nordea, Swedbank, Handelsbanken a SEB zde mají sídlo, stejně jako hlavní pojišťovny Skandia, Folksam a Trygg-Hansa. Stockholm je také domovem pro švédskou přední burzu Stockholm Stock Exchange (Stockholmsbörsen). V posledních letech hraje důležitou roli v ekonomice města i cestovní ruch. Stockholm je hodnocen jako 10. nejnavštěvovanější destinace v Evropě, za rok zde nabídnou ubytování více než 10 milionům turistů.
Největší společnosti podle počtu zaměstnanců:
- Ericsson - 8430 z.
- Posten AB (národní poštovní služba) - 4710 z.
- SEB (SEB) - 4240 z.
- Swedbank - 3610 z.
- Södersjukhuset - 3610 z.
- MTR Stockholm - 3000 z.
- Nordea - 2820 z.
- Handelsbanken - 2800 z.
- IBM Svenska - 2640 z.
- Capgemini - 2500 z.
- Securitas AB - 2360 z.
- Veolia Transport - 2300 z.
- ISS Facility Services - 2000 z.
- Sveriges Television (veřejnoprávní televize) - 1880 z.
- Nobina Sverige AB - 1873 z.
- Sodexo - 1580 z.

## Doprava

### Veřejná doprava
Stockholm má rozsáhlou síť veřejné dopravy zajišťovanou mnoha dopravci. Patří pod ní metro (Švédsky Tunelbanna) se třemi hlavními trasami (zelená, červená a modrá), které jsou různě rozvětvené do celkem sedmi linek (10, 11, 13, 14, 17, 18, 19), tramvaje (Spårvagn), které jezdí na pěti linkách (7, 7N, 12, 21 a 22) a autobusy, tzv. Blåbuss (modré autobusy), které se dělí na městské a příměstské. Do veřejné městské dopravy pak patří ještě příměstská železnice (Švédsky Pendeltågen) se sedmi linkami spojující Stockholm s důležitými městy v okolí a regionální železnice (obdoba rychlodráhy, nebo S-Bahn), tzv. Lokaltåg.
Stockholmské metro a některé jeho stanice bývají často obdivovány pro jejich architektonické ztvárnění a konstrukční řešení. Především hrubě osekána skála bez jakékoliv povrchové úpravy bývá populární mezi návštěvníky města .
Základní cena za jednorázovou jízdenku platnou 75 minut je 37 SEK, měsíční předplacená jízdenka stojí 930 SEK. Dostupné jsou také jízdenky pro turisty, jednodenní nebo třídenní, apod. Ve Stockholmské MHD se již několik let nepoužívá systém tarifních pásem, platí se dle doby jízdy.

### Letecká doprava
Stockholm je obsluhován dvěma hlavními letišti. Nejrušnějším a největším letištěm ve Stockholmu, ale i v celém Švédsku je Stockholm-Arlanda, které leží přibližně 40 km severně od centra města v okrese Sigtuna. Je využíváno především pro mezinárodní lety a některé vnitrozemské. Podstatně blíž centru města (cca 7 km) se nachází letiště Stockholm-Bromma. Toto letiště, které bylo otevřeno již v roce 1936, dnes zajišťuje především vnitrozemské lety a několik mezinárodních (avšak jenom v rámci EU). Doprava na něm byla částečně utlumena na počátku 60. let 20. století po otevření letiště Arlanda, v roce 1983 byly na letiště Arlanda přesunuty i veškeré zbylé vnitrostátní lety. K opětovnému rozvoji letiště došlo až po deregulaci letecké dopravy, v letech 2013 až 2019 šlo o třetí největší letiště ve Švédsku (po Stockholm-Arlanda a Göteborg Landvetter). Především pro potřeby nízkonákladových leteckých společností pak slouží ještě další dvě, podstatně vzdálenější letiště Stockholm Skavsta a Stockholm-Västerås (obě cca 100 km od centra města).

### Lodní doprava
Přeprava loděmi je vzhledem na geografii Stockholmu hojně využívaná. Lodě zde stavěli již Vikingové a patří i dnes mezi významné dopravní prostředky a to i v mezinárodní dopravě, kterou zajišťují trajekty.

## Školství

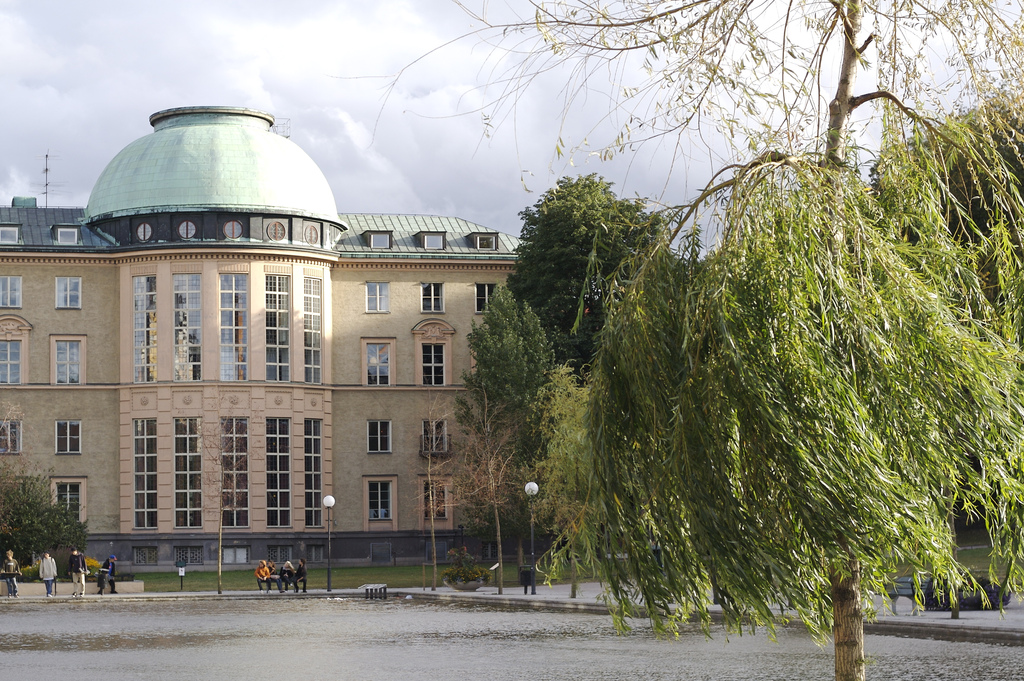
Stockholmská ekonomická škola

Význam výzkumu a vyššího vzdělání rostl s osvícenstvím v 18. století, kromě Královské akademie věd byla založena mimo jiné i Stockholmská observatoř. Studia lékařství byla v roce 1811 posílena o Institut Karolinska. Kungliga Tekniska högskolan/KTH (tj. Institut technologií) byl založen v roce 1827, v současné době je největší ve Skandinávii, má asi 13 000 studentů. Stockholmu má k roku 2019 tři univerzity a 17 dalších vysokých škol, mimo jiné:
- Kungliga Tekniska Högskolan (Královská vysoká technická škola) - jedna z největších na světě, má svoji zastávku metra (Tekniska Högskolan)
- Kungliga Konsthögskolan (Akademie výtvarných umění)
- Univerzita Stockholm, založená v roce 1878 jako přírodovědná, byla rozšířena o humanitní fakultu r. 1919 a statut univerzity dovršila v roce 1960. Má přibližně 52 000 studentů.
- Vojenská akademie Karlberg;
- Vysoká škola dramatických umění

## Kultura

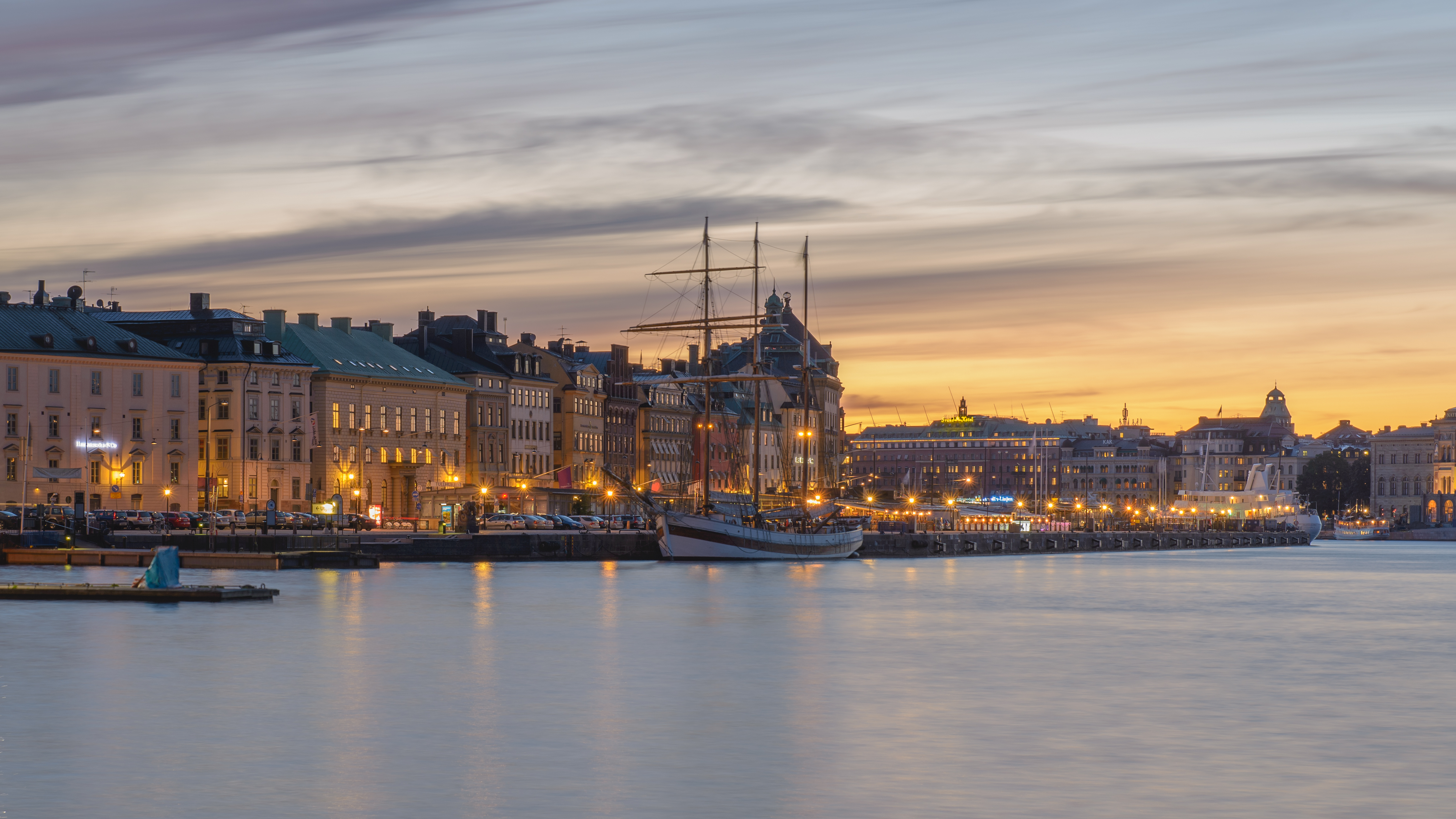
Pohled z přístavu Skeppsbron

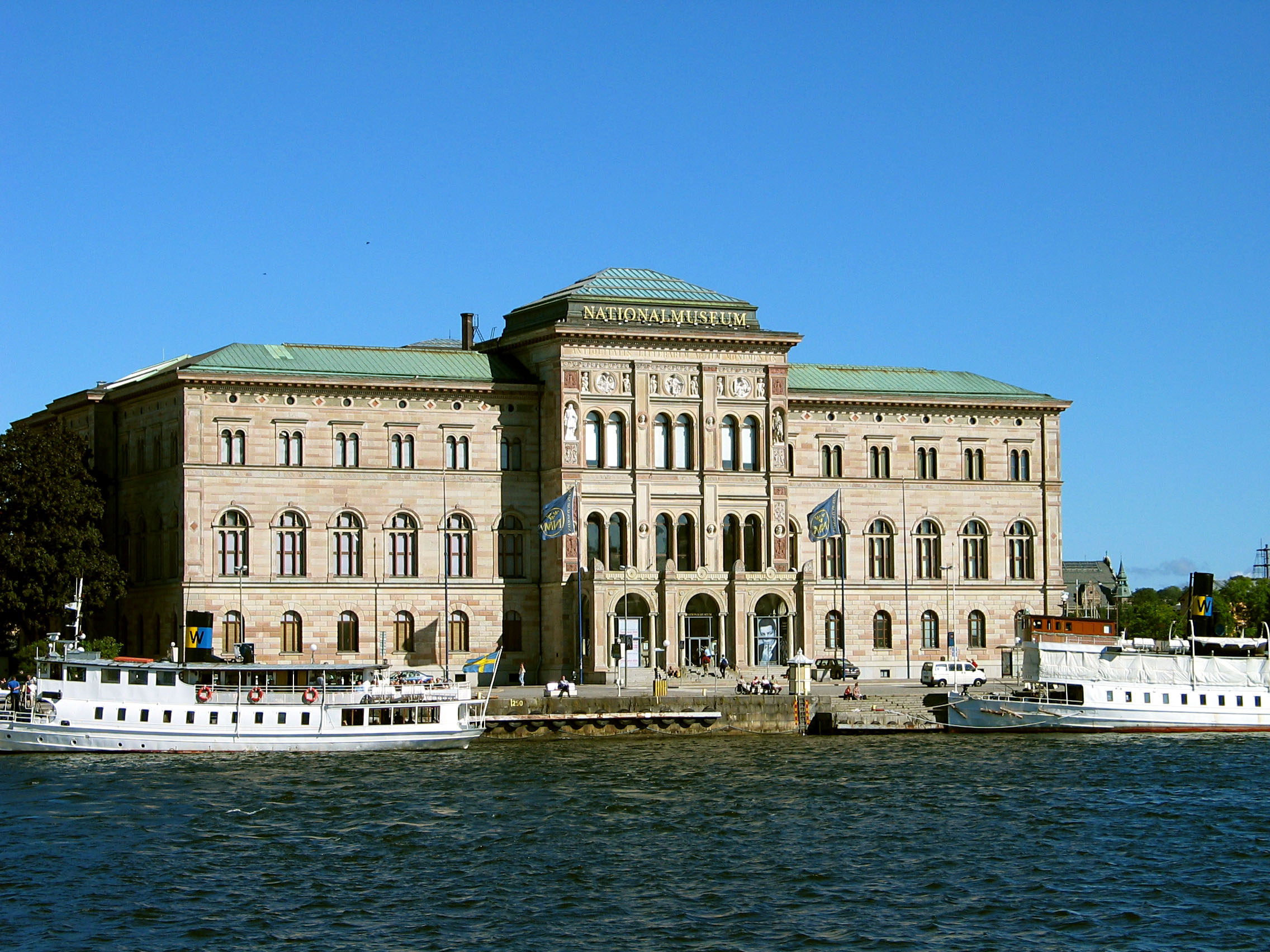
Nationalmuseum

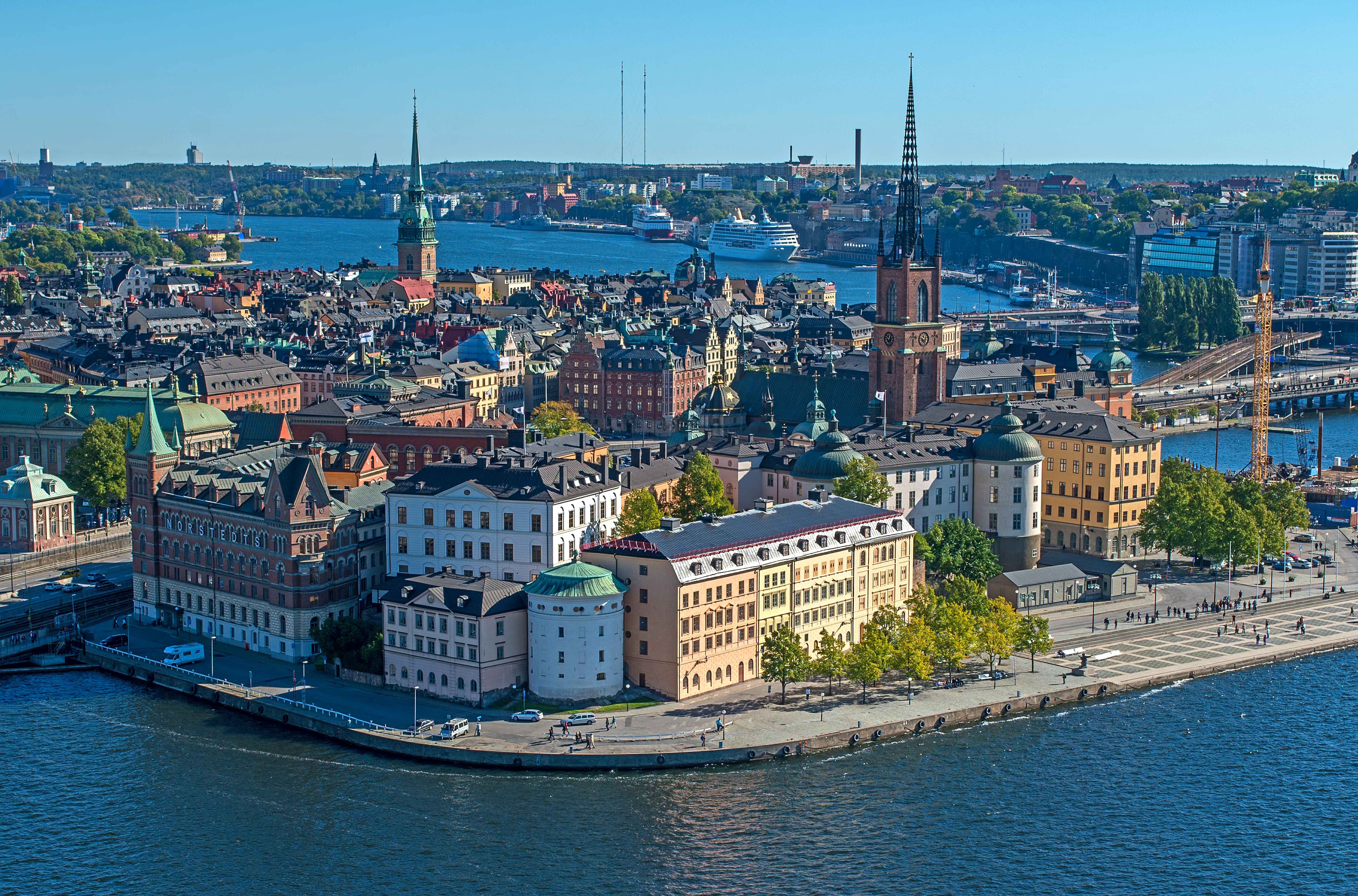
Gamla stan

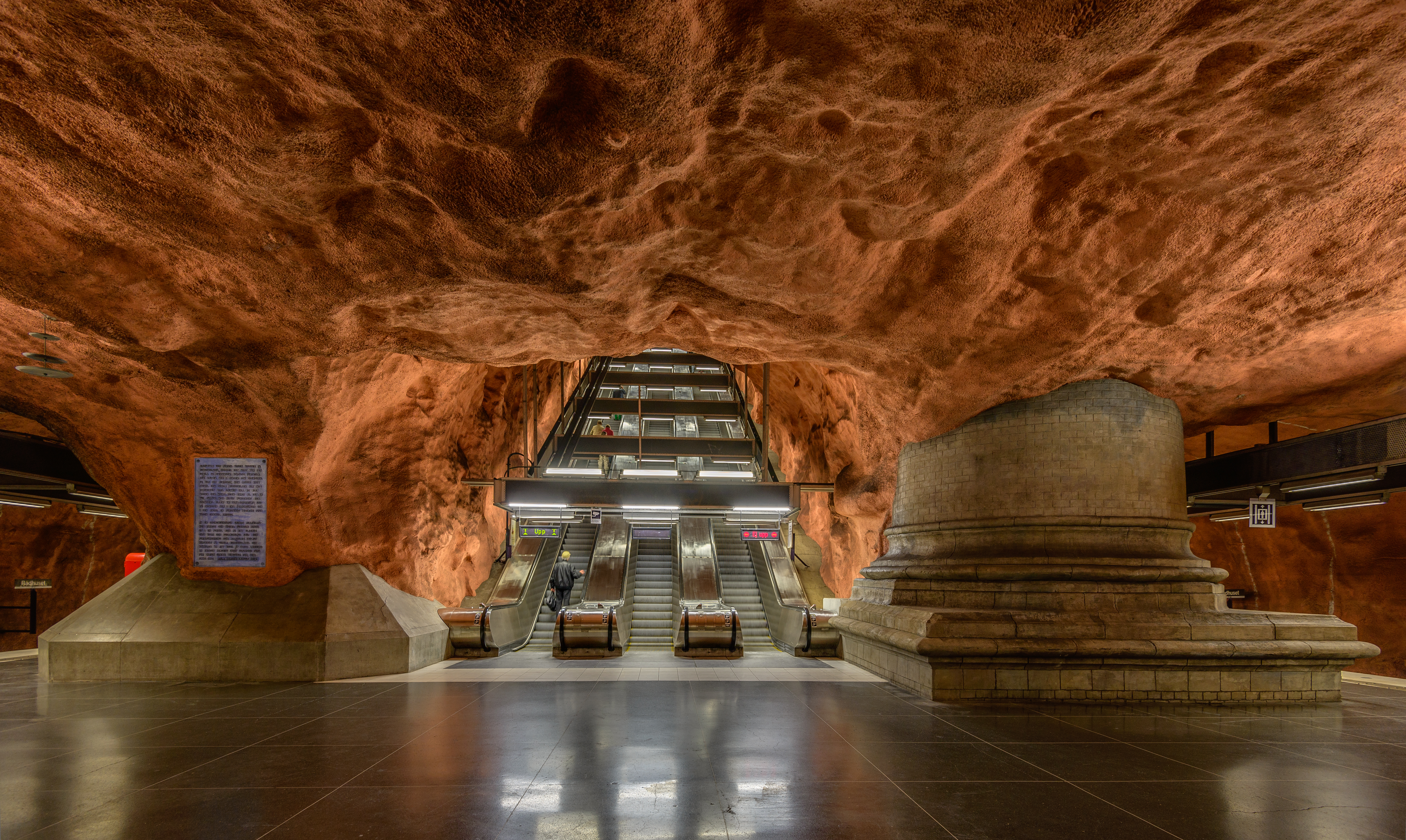
Metro ve Stockholmu

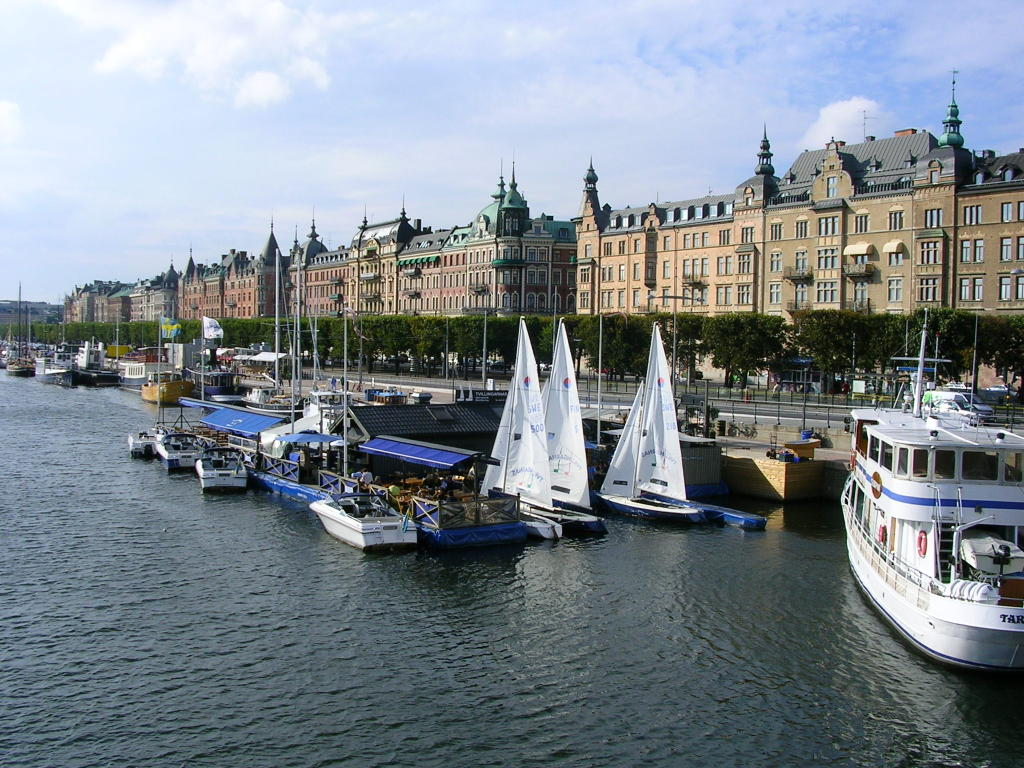
Přístav

Na rok 1998 byl Stockholm zvolen Evropským městem kultury.

### Divadla
- Královské dramatické divadlo (Kungliga Dramatiska Teatern ), založeno r. 1700, secesní budova z r. 1904, působil zde August Strindberg; patří k nejznámějším divadlům v Evropě
- Královská dvorní opera, založena roku 1773, má dvorní orchestr a dvorní balet.
- Stockholms stadsteater (Stockholmské městské divadlo, sloučeno s kulturním domem), Folkoperan, Moderna dansteatern, nebo například Čínské divadlo

### Hudba
- Berwald hallen (kocertní hala) – postavená pro stockholmský rozhlas, působí zde rozhlasový symfonický orchestr
- Jazzový festival – pořádán každoročně od roku 1980
- Eurovision Song Contest – se zde konal v letech : 2000 a 2016.

### Média
- centrum země: tři celonárodní deníky, několik televizních stanic i rádií; vznikla zde počítačová hra Minecraft

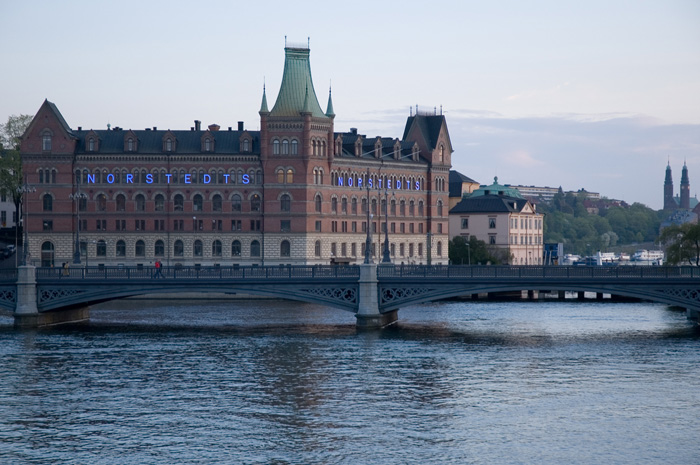
Ostrov Riddarholmen

## Pamětihodnosti
Gamla Stan (Staré Město) – urbanisticky nejlépe dochovaná část města, se středověkou uliční sítí, třemi kostely a domy z 15.–19. století:
- Švédský královský zámek – rozsáhlý komplex staveb ze 17.–18. století (1690–1750 arch. Nicodemus Tessin) zaujímá severní část ostrova, vystavěn na základech hradu krále Gustava Vasy; prostory přístupné veřejnosti:
  - reprezentační prostory, historické apartmány, muzeum státních řádů a vyznamenání
  - Královská klenotnice - královské korunovační klenoty
  - Královská zbrojnice
  - Mincovní kabinet
- Sankt Nicolai Kyrka též Storkyrkan – katedrála sv. Mikuláše, cihlová stavba, navazuje na zámek, založena před r. 1276, r. 1480 proměněna v halové pětilodí, upravována do 19. století

- Oxenstjernův palác – římský manýristický palác kancléře Axela Oxenstjerny, úspěšného politika třicetileté války.
- Tyska Kyrka (švédsky: Německý kostel) – Kostel sv. Gertrudy – v jádře renesanční síňové dvoulodí sklenuté na dvě dvojice sloupů, barokní hlavní oltář, kazatelna a oratoř barokní; sklomalba se sv. Gertrudou z r. 1887
- Riddarhuset (Dům rytířů) – barokní palác z let 1641–1670, architekti Jean de la Vallée a Simon de la Vallée
- Tessinův palác – strohý palác od arch. Nikodema Tessina, sloužil jeho synovi, diplomatu Carlu Gustavu Tessinovi
- Riddarholmskyrkan  – kostel na ostrově Riddarholmen, pův. gotická cihlová stavba z let 1270–1300, patřila k františkánskému klášteru; nyní pohřební chrám královské rodiny, v interiéru erby
- Santa Clarakyrka – kostel sv. Kláry, renesanční cihlová stavba z let 1577–1590, dal ji postavit král Johan III. na místě kláštera klarisek, který založil roku 1280 král Magnus Ladulas a roku 1527 dal zbořit král Gustav Vasa.
- Radnice – dominanta města, postavena v letech 1911–1923 architekt Ragnar Ostberg. V roce 1930 byl pro Stockholm charakteristický modernismus. V tomto slohu se stavělo mnoho budov.
- Katarinakyrka – kostel sv. Kateřiny, jediný barokní kupolový kostel ve Stockholmu; architekt Jean de la Vallée
- Skogskyrkogården  – hřbitov, památka UNESCO

## Muzea
Ve městě bylo v roce 2019 evidováno 86 muzeí. Nejvýznamnější nebo nejnavštěvovanější jsou:
- Národní muzeum (Nationalmuseet) – sbírky malířství, sochařství a uměleckých řemesel (6000 obrazů a 30 tisíc uměleckých předmětů) od 13. století do 30. let 20. století; stálá expozice „Timeline“ rozdělena podle století[18]
- Muzeum lodi Vasa (Vasamuseet) – v budově je umístěn vrak válečné lodi, potopené roku 1628, další lodě kotví v sousedství
- Vikingské muzeum (Vikingaliv) – v adaptované budově doku; populárně naučné muzeum o životě Vikingů v raném středověku od počátků až po přechod ke křesťantví v 11.–12. století, dětské animační programy
- Severské muzeum (Nordiska museet) – největší švédské etnografické muzeum, kamenná neorenesanční budova, která společně s muzeem Vasa, Vikingským muzeem a Muzeem alkoholu tvoří jeden komplex na ostrově Djurgarden v centru města
- Junibacken se zážitkovým pohádkovým vláčkem Astrid Lindgrenové, knihkupectvím a celodenními dětskými programy
- Muzeum Halwyl (Halwylska Museet) – třípatrový obytný dům manželů Waltera von Halwyl a jeho ženy Wilhelmniny, která byla sběratelskou výtvarného umění. Portrétní galerie Halwylů od 16. století do roku 1906, sbírky evropského i orientálního umění v salónech a sbírkových prostorách, interiéry včetně koupelen a kuchyně.
- Muzeum Nobelovy ceny (Nobel prise museet) – v paláci Akademie věd; technické muzeum, které prezentuje všechny oceněné laureáty pomocí výkladu jejich objevů, ilustrací, animací, také charakteristických osobních předmětů, které muzeu věnovali; dále dětské muzeum
- Muzeum architektury
- Muzeum moderny (Moderna Museet), díla světových umělců 20. století (Picasso, Henri Matisse, Salvador Dalí, Andy Warhol aj.).
- Stockholmské regionální muzeum (Stockholmslansmuseet)[19], nemá stálou expozici
- Židovské muzeum (Judiska Museet)
- Švédské muzeum fotografie (Fotografiska museet)
- Švédské muzeum historie (Statens historiska museum) – archeologické sbírky včetně zlatých pokladů od pravěku do raného novověku; populárně naučný výklad švédské historie až do současnosti
- Muzeum dramatických umění – umístěno v části historických Královských stájí
- Gröna Lund – zábavní park na ostrově Djurgården. Má více než 30 atrakcí a řadu restaurací. Je populární turistickou atrakcí a navštíví jej tisíce lidí každý den. Je otevřen od konce dubna do poloviny září. Gröna Lund slouží také jako místo pro koncerty.

## Sport
Město bylo hostitelem olympijských her v roce 1912 a hostil i jezdeckou část na letních olympijských hrách roku 1956, ty se jinak konaly v Melbourne v Austrálii, jednou se zde konalo i MS ve florbale a to v roce 1996, MS Evropy v házené mužů v roce 2002, MS Evropy v basketbalu mužů v roce 2003, MS Evropy v házené žen v roce 2016.  
Ve městě jsou fotbalové kluby AIK Stockholm, Djurgårdens IF a Hammarby IF a hokejové kluby AIK Stockholm, Djurgårdens IF a Hammarby IF. Hrálo se tu finále Mistrovství světa ve fotbale 1958 a MS v ledním hokeji v letech : 1949, 1954, 1963, 1969, 1970, 1981, 1989, 1995, 2012, 2013 a bude se konat také  v roce 2025. Jsou zde pořádany i Švédské Hokejové Hry. 
Hala Avicii Arena (dříve Globen) má širší využití než jen sportovní. Celoročně slouží i jako rozhledna.
V hale Kungliga tennishallen se pravidelně koná tenisový turnaj Stockholm Open.

## Rodáci
| - Kristina Švédská (1626–1689), královna švédská v letech 1632–1654 - Oskar II. (1829–1907), král švédský a norský - Alfred Nobel (1833–1896), chemik a vynálezce dynamitu - August Strindberg (1849–1912), spisovatel a novinář - Sven Hedin (1865–1952), zeměpisec, topograf, cestovatel a autor cestopisů - Jacob Bjerknes (1897–1975), fyzik a meteorolog - Carl-Gustav Arvid Rossby (1898–1957), meteorolog - Ingrid Bergmanová (1915–1982), švédsko-americká filmová a divadelní herečka, trojnásobná držitelka Oscara - Carl-Gustaf Lindstedt (1921–1992), herec - Dolph Lundgren (* 1957), herec - Alexander Skarsgård (* 1976), herec a model - Rebecca Fergusonová (* 1983), herečka - Sebastian Ingrosso (* 1983), DJ a producent - Tove Lo (* 1987), zpěvačka - Avicii (1989–2018), DJ, remixer a hudební producent - Marcus Krüger (* 1990), profesionální hokejista, dvojnásobný držitel Stanley Cupu - Zara Larsson (* 1997), zpěvačka - Greta Thunbergová (* 2003), klimatická aktivistka | - Olof Palme (1927–1986), politik, dvojnásobný předseda vlády Švédska mezi roky 1969–1976 a 1982–1986 - Ingvar Hirdwall (1934–2023), herec - Kurt Hamrin (* 1934), bývalý profesionální fotbalista - Gösta Ekman (1939–2017), herec, komik a režisér - Thomas Hellberg (1941–2023), filmový, televizní, divadelní a rozhlasový herec - Britt Ekland (* 1942), herečka - Tomas Bolme (* 1945), herec - Benny Andersson (* 1946), hudební skladatel, producent, zpěvák, textař, člen skupiny ABBA - Henning Mankell (1948–2015), spisovatel detektivních románů - Kjell Bergqvist (* 1953), herec a scenárista - Johan Harmenberg (* 1954), bývalý sportovní šermíř, zlatý medailista z LOH 1980 - Lena Olin (* 1955), herečka - Björn Borg (* 1956), bývalý profesionální tenista a světová jednička - Michael Nyqvist (1960–2017), herec - Mikael Appelgren (* 1961), bývalý profesionální stolní tenista - Neneh Cherry (* 1964), zpěvačka, skladatelka a rapperka - Carola Häggkvist (* 1966), zpěvačka a skladatelka - Annika Sörenstamová (* 1970), bývalá profesionální golfistka - Viktorie Švédská (* 1977), švédská korunní princezna - Karel Filip Švédský (* 1979), švédský princ |

## Partnerská města
| - Addis Abeba, Etiopie - Al-Chamisat, Maroko - Amsterdam, Nizozemsko - Bassano del Grappa, Itálie - Bělehrad, Srbsko - Bogota, Kolumbie - Bratislava, Slovensko - Helsinky, Finsko - Istanbul, Turecko - Kodaň, Dánsko - Kyjev, Ukrajina | - La Paz, Bolívie - Nuuk, Grónsko - Praha, Česko - Petrohrad, Rusko - Podgorica, Černá Hora - Reykjavík, Island - Riga, Lotyšsko - Sarajevo, Bosna a Hercegovina - Syrakusy, Itálie - Tallinn, Estonsko - Tórshavn, Faerské ostrovy |